# Џон Нортон
Џон Кели Нортон (енгл. John Kelley Norton; Санта Клара, 16. април 1893 — Њујорк, 28. децембар 1979) је бивши амерички атлетичар чија је специјалност била трка на 400 метара са препонама. Био је члан Олимпик клуба из Сан Франциска.
На такмичењу у Пасадени 26. јуна 1920. нортон је постигао светски рекорд у трчању на 400 метара са препонама резултато 54,2 сек. Одмах после тога на Америчким олимпијским квалификацијама за одлазак на Летње олимпијске игре 1920. у Антверпену, био је други иза Френка Лумиса. Исти редослед се поновио и на олимпијским играма. Лумис је био први поставивши новуи светски рекорд 54,0, а Нортон други освајајући сребрну олимпијску медаљу са 54,6.